# Karl Schweigger

Karl Schweigger

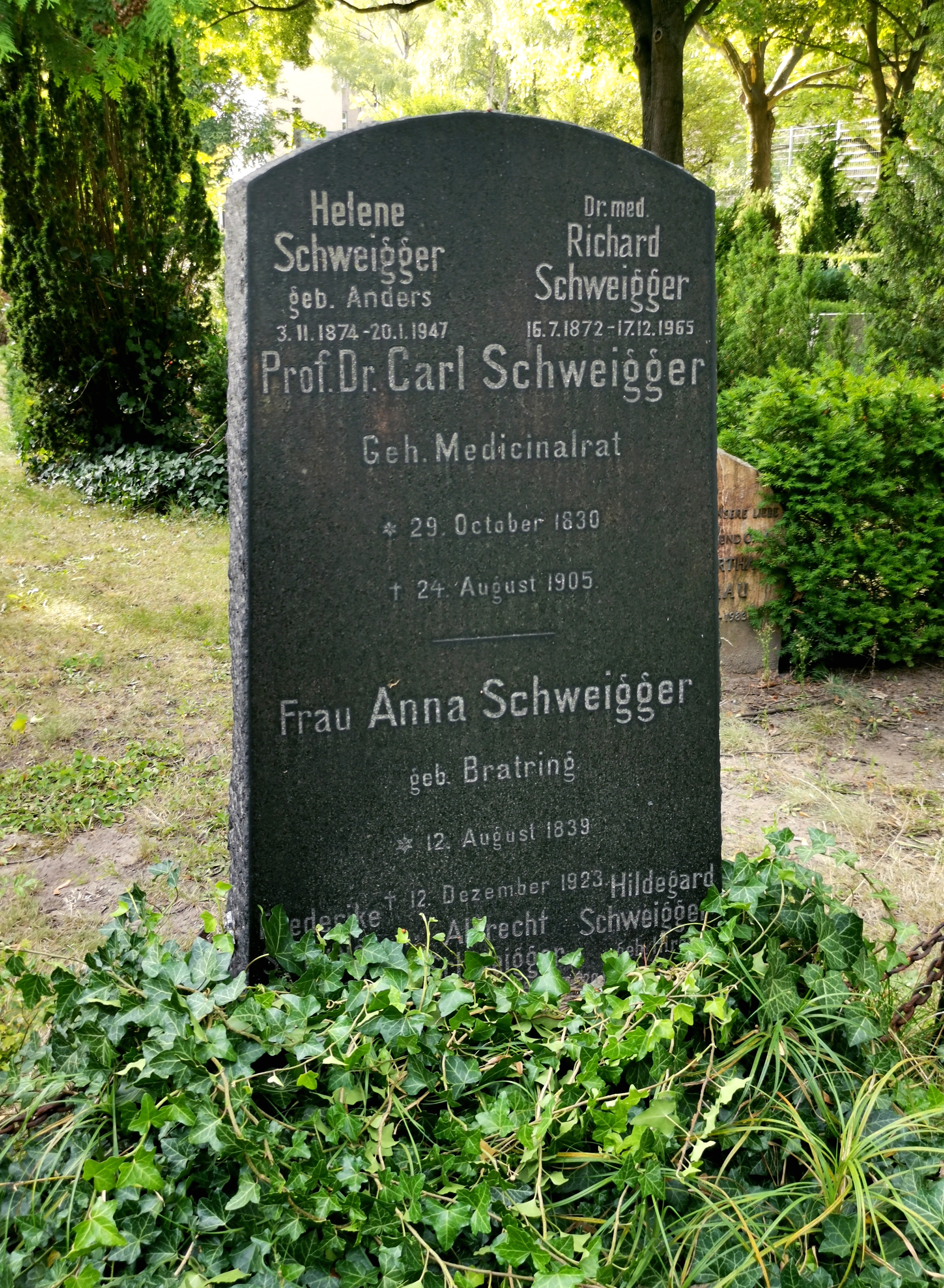
Grabstelle auf dem Alten Zwölf-Apostel-Kirchhof in Berlin-Schöneberg (Abt. 308)

Karl Ernst Theodor Schweigger (* 28. Oktober 1830 in Halle (Saale); † 24. August 1905 in Berlin) war ein deutscher Ophthalmologe.

## Leben
Der Sohn des Wissenschaftlers Johann Salomo Christoph Schweigger studierte Medizin in Erlangen und Halle, wo er 1852 auch promovierte.
Schweigger habilitierte sich 1856 in Halle über Auskultation und Perkussion und wurde zum Privatdozenten ernannt. Nach einer anschließenden Assistenzzeit bei Heinrich Müller in Würzburg setzte er seine Ausbildung in der Augenheilkunde bei Albrecht von Graefe in Berlin fort. Nach sechs erfolgreichen Forschungsjahren bei Graefe wurde Schweigger 1864 zum außerordentlichen Professor ernannt. Anschließend begab er sich auf Studienreisen nach Utrecht, London und New York City.
1867 kehrte Schweigger nach Berlin zurück und praktizierte in der Stadt. 1868 folgte er dem Ruf der Georg-August-Universität Göttingen als dirigierender Arzt der Universitätsaugenklinik. 1871 wurde er Nachfolger von Albrecht von Graefe an der Abteilung für Augenkranke der Berliner Charité.
Zwei Jahre später, 1873, wurde Schweigger zum ordentlichen Professor in Berlin berufen. Im selben Jahr eröffnete er in seinem eigenen Haus in der Marienstraße 23 eine universitäre Poliklinik und 1875 eine eigene Privatkrankenanstalt, die bis 1900 bestand.
1881 wurde die neue Universitäts-Augenklinik in der Ziegelstraße als eigenständige Klinik und Poliklinik eröffnet. Schweigger wurde ihr Direktor. 1887 wurde er zum Mitglied der Leopoldina gewählt.
1899 legte er sein Lehramt wegen einer Muskeldystrophie nieder. Er erlag diesem Leiden 1905 im Alter von 75 Jahren in seiner Wohnung in der Maaßenstraße 27 in Charlottenburg. Später wurde er auf dem Alten Zwölf-Apostel-Kirchhof in Schöneberg beigesetzt. Das Grab ist erhalten.
Schweiggers Nachfolger an der Universitäts-Augenklinik war Julius von Michel.
Bedeutend waren Schweiggers mikroskopische Untersuchungen zur Pathologie des Auges.

## Schriften (Auswahl)
- De fistula ani. Ploetz, Halle 1852, urn:nbn:de:bvb:12-bsb10852589-1 (Dissertation, Universität Halle, 1852).
- De mechanismo respirationis et de connexu qui intercedit inter respirationem et sanguinis circulationem. Schroedel & Simon, Halle 1856, urn:nbn:de:bvb:12-bsb11048127-7 (Habilitationsschrift, Universität Halle, 1856).
- Vorlesungen über den Gebrauch des Augenspiegels. Mylius, Berlin 1864, urn:nbn:de:bvb:12-bsb10391999-0.
- Handbuch der speciellen Augenheilkunde. Hirschwald, Berlin 1871; 6., verbesserte Auflage 1893.
- Seh-Proben. Hirschwald, Berlin 1876; 2. Auflage 1890.
- Klinische Untersuchungen über das Schielen: Eine Monographie. Hirschwald, Berlin 1881.